# Alto Nunca Jamás
El Alto Nunca Jamás y su ladera Norte, el Alto de La Aguada (2.577 m s. n. m.), son una formación de montaña ubicada en el extremo sur del municipio Morán, estado Lara, límite con Trujillo, Venezuela. A una altitud promedio entre 2.652 m s. n. m. y 2.859 m s. n. m., el Alto Nunca Jamás es una de las montañas más altas en Lara.

## Ubicación
El Alto Nunca Jamás se encuentra ubicado en la esquina suroeste del estado Lara, en el corazón del páramo Los Nepes. Se llega por una carretera que parte de Carache hasta Barbacoas por la sierra del norte.